# جورج كرابتري
جورج كرابتري (بالإنجليزية: George Crabtree)‏ هو فيزيائي أمريكي، ولد في 28 نوفمبر 1944.